# آدریان دوهرتی
آدریان دوهرتی (انگلیسی: Adrian Doherty; ۱۰ ژوئن ۱۹۷۳ – ۹ ژوئن ۲۰۰۰) بازیکن فوتبال اهل ایرلند شمالی بود.